# Kirche Heiliges Herz Jesu (Timișoara)
Die Pfarrkirche Heiliges Herz Jesu (rumänisch Biserica Parohială Preasfânta Inimă a lui Isus ) ist eine römisch-katholische Kirche an der Piața Nicolae Bălcescu im III. Bezirk Elisabetin (deutsch Elisabethstadt) der westrumänischen Stadt Timișoara (deutsch Temeswar).

## Geschichte

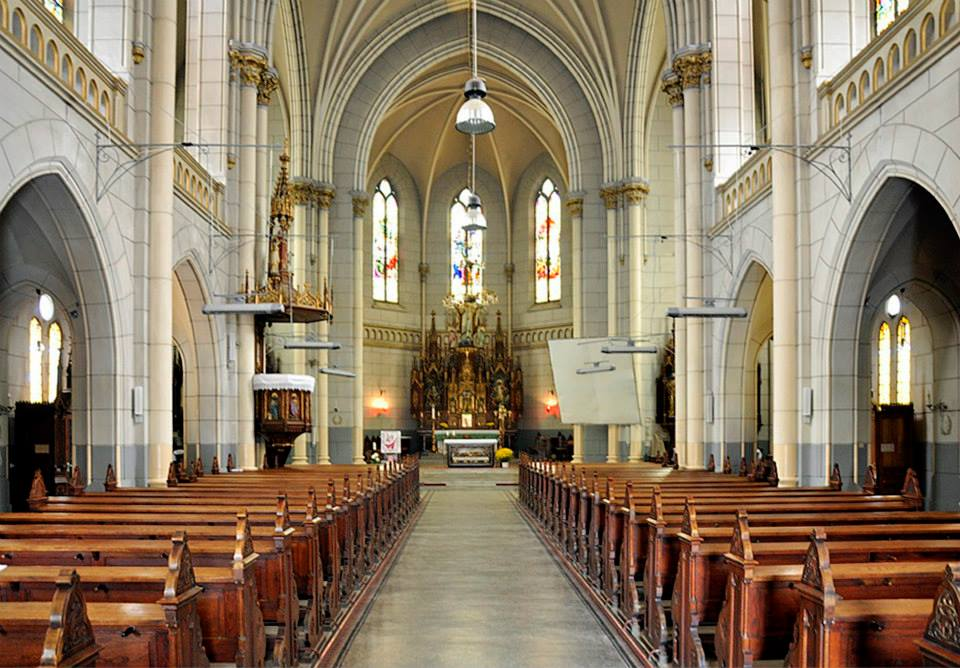
Innenansicht der Kirche, 2013

1899 formierte sich der Ausschuss zum Bau des Kirchengebäudes. Das Grundstück, auf dem sich die Kirche befindet, wurde von Wilhelm Mühle gespendet. Bischof Alexander III. Dessewffy spendete 50.000 Kronen für den Bau der Kirche.
Der Bau der Kirche im neugotischen Stil nach Plänen von Karl Salkovics wurde am 12. Juni 1912 begonnen, die Fertigstellung verzögerte sich jedoch auf Grund des Ersten Weltkrieges auf 1919. Die Weihe vollzog Bischof Julius Glattfelder im gleichen Jahr.
Ursprünglich unterstand die Kirche der Josefstädter Pfarrkirche, wurde aber am 15. September 1919 in den Status einer unabhängigen Gemeinde erhoben.

## Beschreibung
Der Baustil der Kirche erinnert an die Wiener Votivkirche. Die fünf Altäre wurden von Ferdinand Stullesser im gotischen Stil aus Holz geschnitzt.

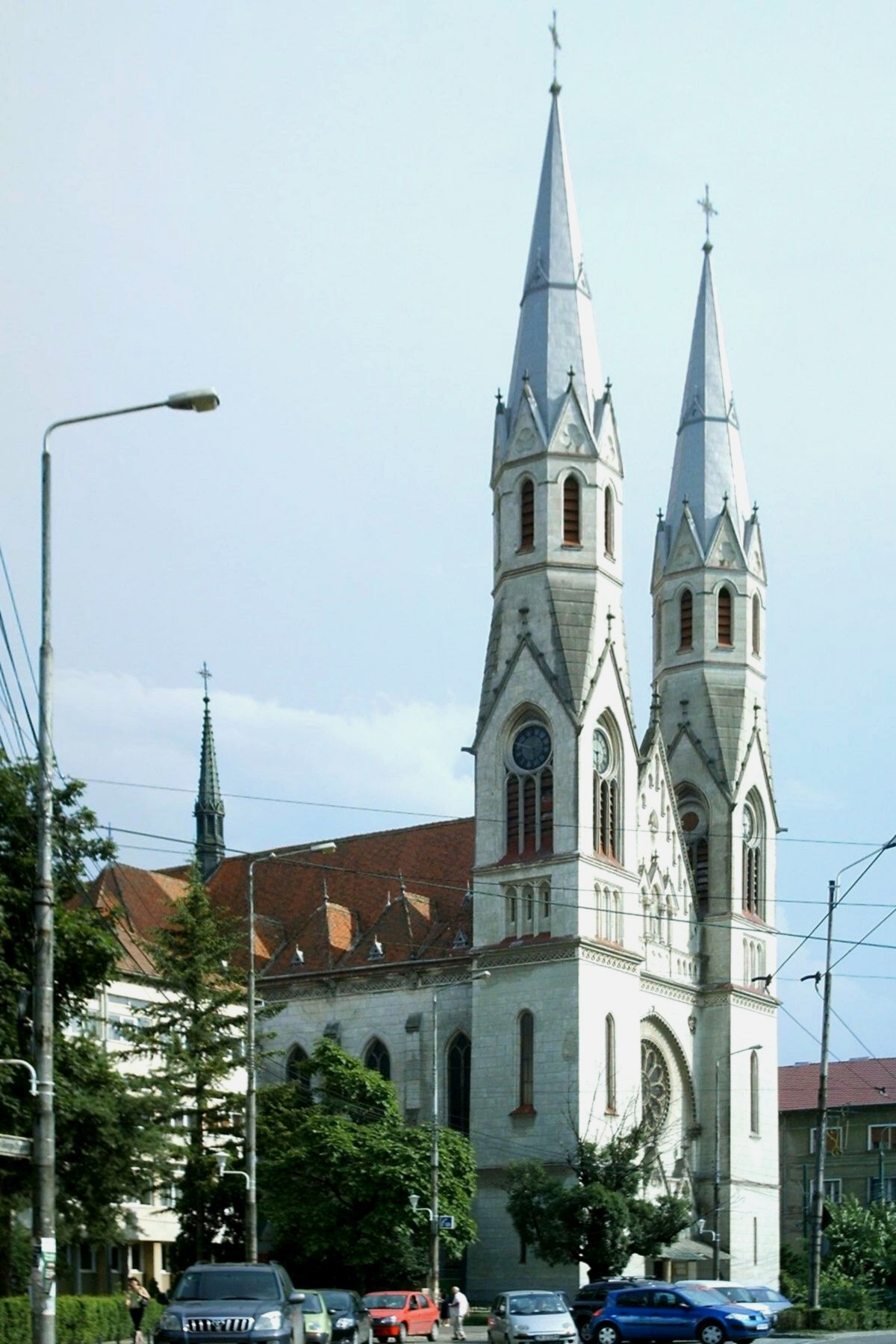
Seitenansicht der Kirche, 2008
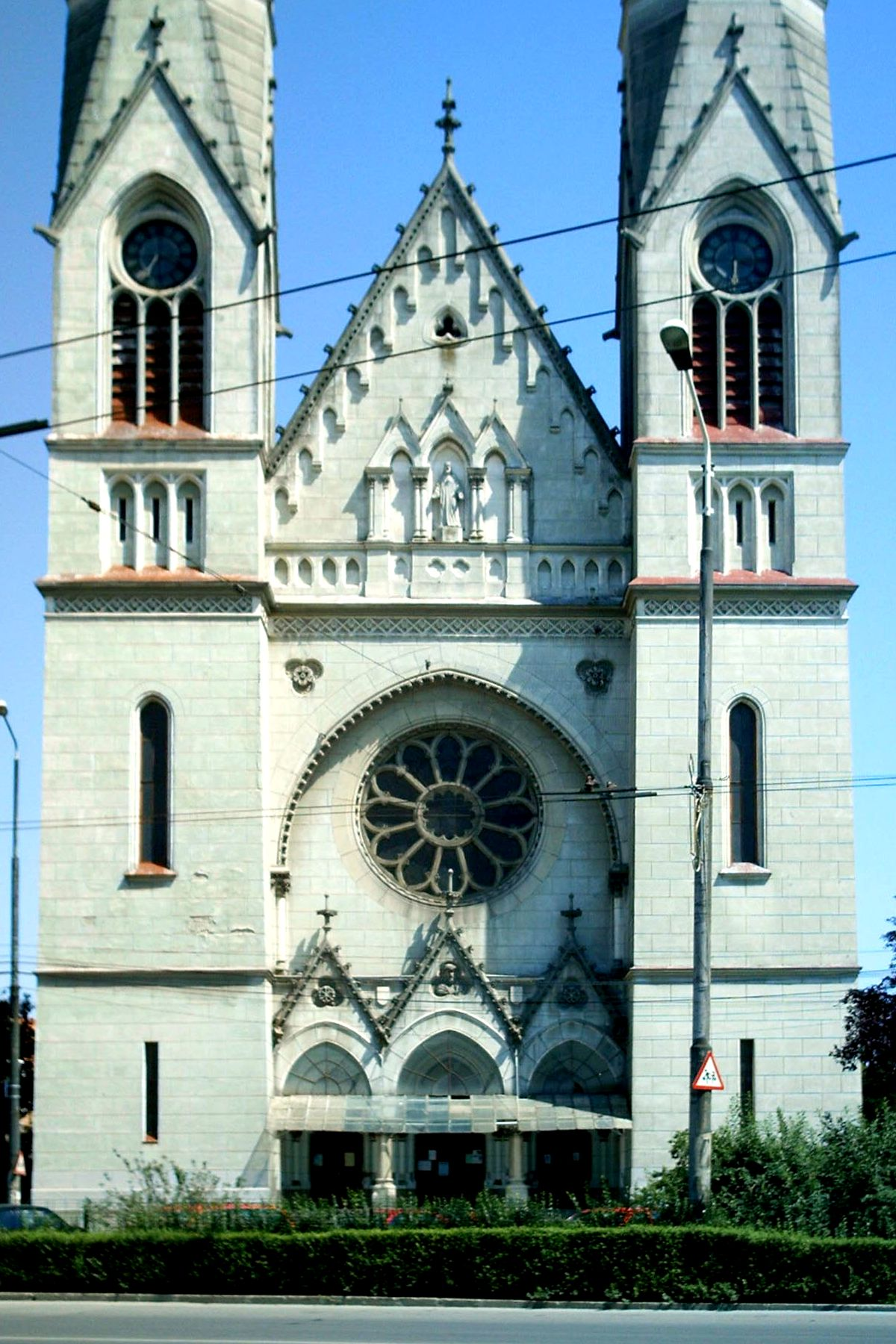
Kirchenfront, 2008
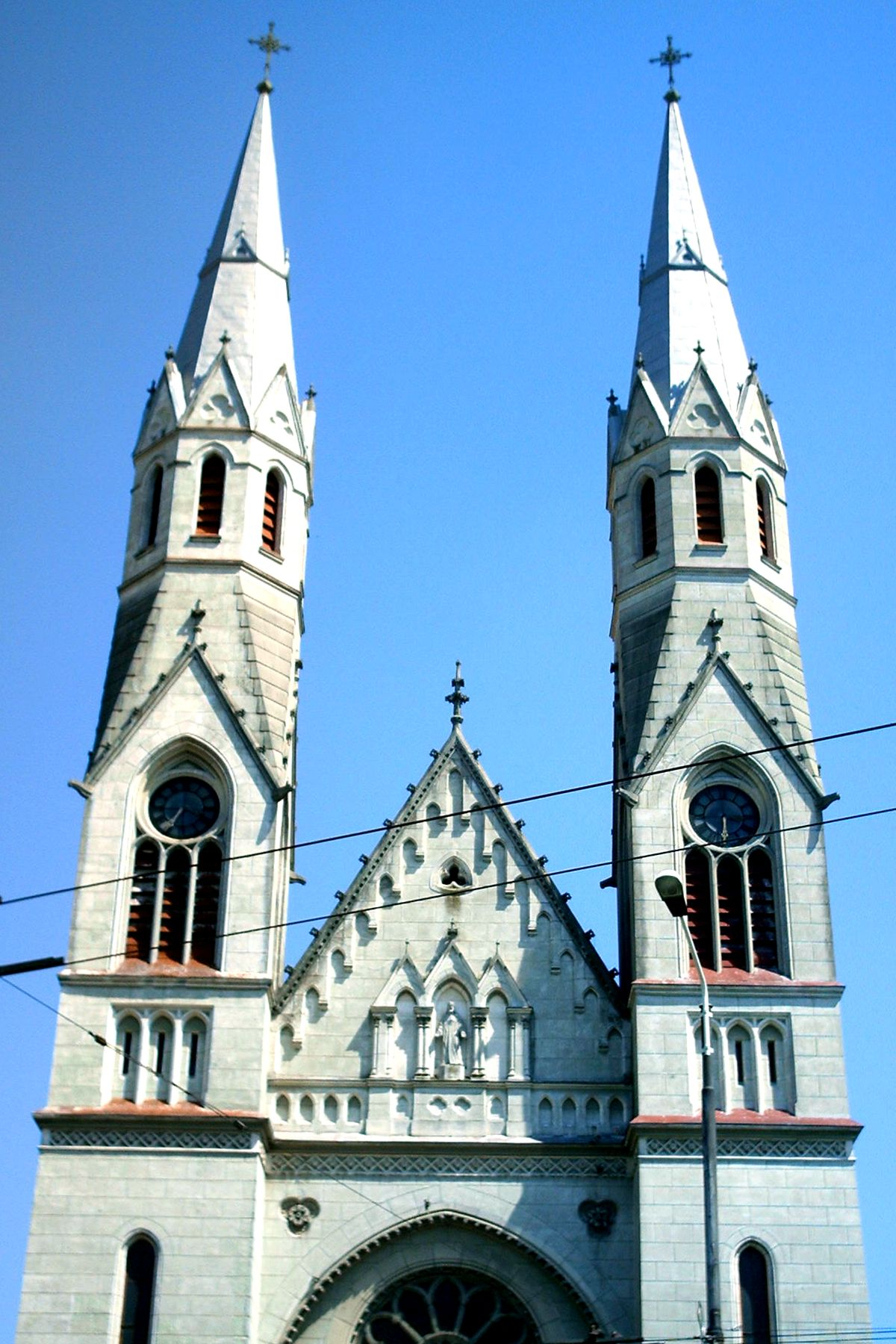
Die Türme der Kirche, 2008
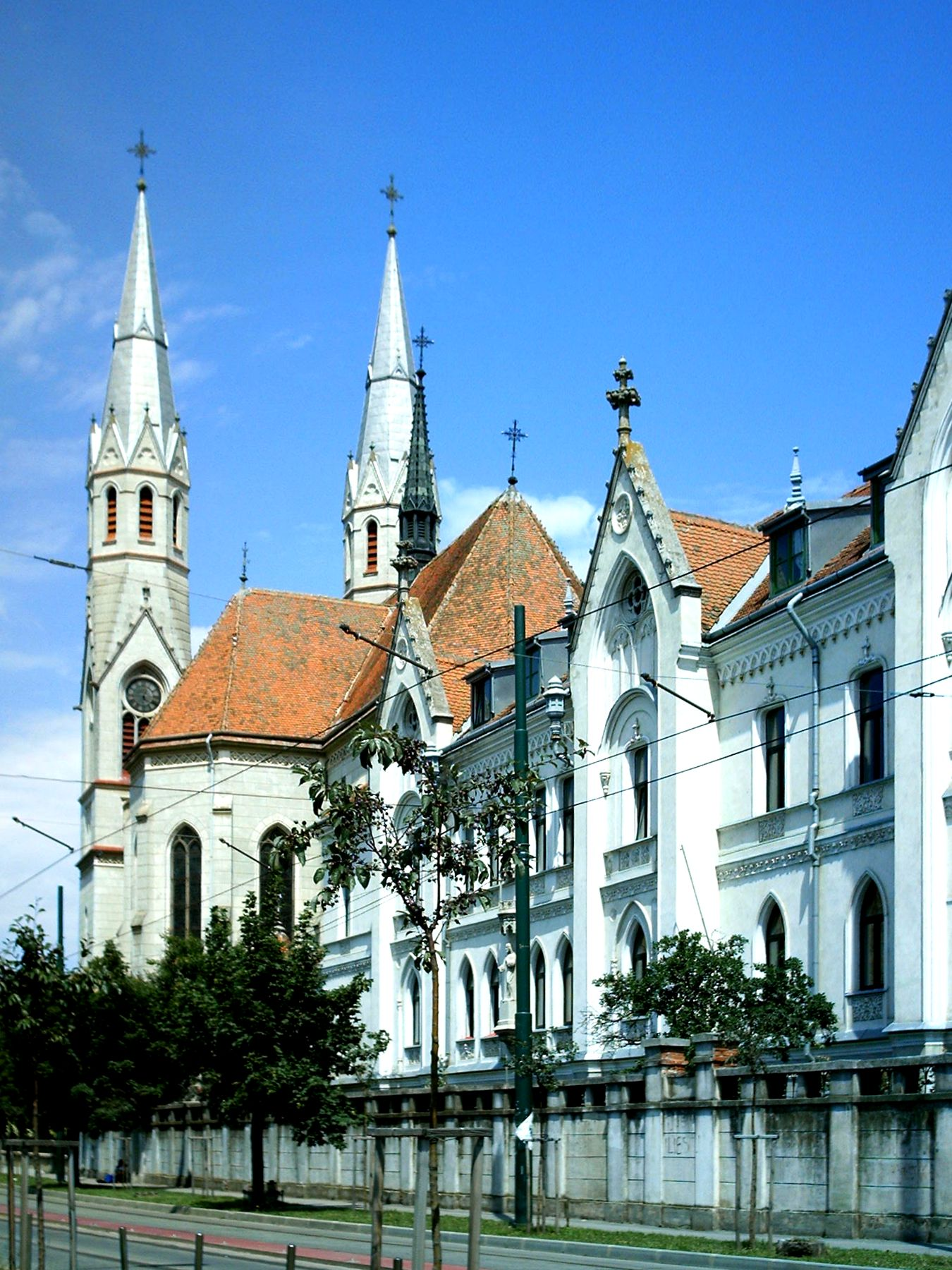
Südansicht der Kirche mit Pfarrhaus, 2008

## Orgel
Die Orgel der Pfarrkirche war das letzte von der Orgelbaufirma Leopold Wegensteins Söhne in Timișoara errichtete Instrument.
Der Bau verzögerte sich im Jahr 1939, zum einen wegen des Ausbruchs des Zweiten Weltkrieges, zum anderen wegen des sehr kalten Winters in diesem Jahr, auf Grund dessen das Schiff mit aus Deutschland stammenden Bauteilen für die Orgel auf der Donau im Eis festsaß.
Schon seit der Vollendung der Kirche 1919 hatte sich deren Leitung um eine neue Orgel bemüht, bis 1939 endlich das damals modernste Instrument Timișoaras aufgestellt werden konnte. Die Vollendung der Orgel wurde von Krieg und Geldmangel behindert, so musste die Orgel bis heute ohne einen „echten“ Prospekt auskommen. An der Stelle von Prospektpfeifen wurden von einem Wagner aus Sântana aus Holzbrettern einzelne Pfeifenformen geschnitzt, die noch heute im Prospekt Bestand haben. Die Orgel hat eine elektrische Spiel- und Registertraktur und einen fahrbaren Spieltisch.
Disposition der Orgel:
| I Hauptwerk C–g3 |       |
| Rohrflöte        | 16′   |
| Principal        | 8′    |
| Gemshorn         | 8′    |
| Octave           | 4′    |
| Hohlflöte        | 4′    |
| Quinte           | 2 ⁄3′ |
| Octave           | 2′    |
| Mixtur V–VII     | 2′    |
| Trompete         | 8′    |

| II Positiv    |    |
| Grobgedeckt   | 8′ |
| Quintade      | 8′ |
| Weitprinzipal | 4′ |
| Waldflöte     | 4′ |
| Octave        | 2′ |
| Sifflöte      | 1′ |
| Cymbel V      |    |
| Krummhorn     | 8′ |

| III Schwellwerk |        |
| Quintade        | 16′    |
| Flötenprincipal | 8′     |
| Rohrflöte       | 8′     |
| Aeoline         | 8′     |
| Vox coelestis   | 8′     |
| Octave          | 4′     |
| Gedeckt         | 4′     |
| Zartquinte      | 2 ⁄3′  |
| Blockflöte      | 2′     |
| Terz            | 1 3⁄5′ |
| Kornett Mixtur  |        |
| Singend Regal   | 8′     |
| Clarine         | 4′     |
|                 |        |
| Tremolo         |        |

| Pedal C–f1   |       |
| Kontrabass   | 16′   |
| Subbass      | 16′   |
| Apertabass   | 8′    |
| Russischhorn | 4′    |
| Nachthorn    | 2′    |
| Mixtur IV    | 2 ⁄3′ |
| Posaune      | 16′   |
| Clarine      | 4′    |